# Football Club Sempione 1904-1905
Questa voce raccoglie le informazioni riguardanti il Football Club Sempione nelle competizioni ufficiali della stagione 1904-1905.

## Stagione
In questa stagione il Sempione si iscrive nella Seconda Categoria dove viene eliminata arrivando seconda nell'eliminatoria lombarda, affrontando l'US Milanese II e il Milan II.
Sciolta la squadra alla fine del campionato, i seguenti calciatori continuarono così l'attività sportiva:
- Ausonia: Franco Scarioni;
- US Milanese: Paolo Besana, Emilio Colombo, Felice Pinardi;
- Milan: Carlo ed Ettore Dubini, Marco Sala, Attilio Trerè.

## Divise
La maglia utilizzata per gli incontri di campionato di colore bianco e nero.
| Manica sinistra · Maglietta · Maglietta · Manica destra · Pantaloncini · Calzettoni |

## Organigramma societario
Area direttiva
- Presidente:

Area tecnica
- Allenatore:

## Rosa
Rosa
| N. |                   | Ruolo | Calciatore     |
| -- | ----------------- | ----- | -------------- |
|    | Italia (bandiera) | P     | Attilio Trerè  |
|    | Italia (bandiera) | D     | Emilio Colombo |
|    | Italia (bandiera) | D     | Carlo Dubini   |
|    | Italia (bandiera) | D     | Marco Sala     |
|    | Italia (bandiera) | C     | Felice Pinardi |
|    | Italia (bandiera) | C     | Aldo Radice    |

| N. |                     | Ruolo | Calciatore      |
| -- | ------------------- | ----- | --------------- |
|    | Italia (bandiera)   | A     | Paolo Besana    |
|    | Italia (bandiera)   | A     | Ettore Dubini   |
|    | Italia (bandiera)   | A     | Senatore Gaio   |
|    | Svizzera (bandiera) | A     | Host            |
|    | Italia (bandiera)   | A     | Franco Scarioni |

## Calciomercato
| Acquisti | Acquisti | Acquisti | Acquisti |
| R.       | Nome     | da       | Modalità |
| -------- | -------- | -------- | -------- |

| Cessioni | Cessioni | Cessioni | Cessioni |
| R.       | Nome     | a        | Modalità |
| -------- | -------- | -------- | -------- |

## Risultati

### Seconda Categoria

#### Eliminatoria lombarda
| Arbitro: | Malvano (Torino) |

|  |           |   |
|  | Marcatori | ? |

| Arbitro: | Magni (Milano) |

|   |           |  |
| ? | Marcatori |  |

## Statistiche

### Statistiche di squadra
| Competizione      | Punti | In casa | In casa | In casa | In casa | In casa | In casa | In trasferta | In trasferta | In trasferta | In trasferta | In trasferta | In trasferta | Totale | Totale | Totale | Totale | Totale | Totale | DR |
| Competizione      | Punti | G       | V       | N       | P       | Gf      | Gs      | G            | V            | N            | P            | Gf           | Gs           | G      | V      | N      | P      | Gf     | Gs     | DR |
| ----------------- | ----- | ------- | ------- | ------- | ------- | ------- | ------- | ------------ | ------------ | ------------ | ------------ | ------------ | ------------ | ------ | ------ | ------ | ------ | ------ | ------ | -- |
| Seconda Categoria | 2     | 0       | 0       | 0       | 0       | 0       | 0       | 2            | 1            | 0            | 1            | 11           | 2            | 2      | 1      | 0      | 1      | 11     | 2      | +9 |

### Statistiche dei giocatori
| Giocatore   | Seconda Categoria | Seconda Categoria |
| Giocatore   | Presenze          | Reti              |
| ----------- | ----------------- | ----------------- |
| P. Besana   | 2                 | 0                 |
| E. Colombo  | 2                 | 0                 |
| M. Sala     | 2                 | 0                 |
| F. Scarioni | 2                 | 0                 |
| A. Trerè II | 2                 | -2                |